# Црква Греческу
Црква Светог Јована Крститеља, познатијa као Црква Греческу (рум. Biserica Grecescu), је румунска православна црква у Дробета-Турну Северину. Цркву је подигла бољарска породица Греческу, тачније Јоан Стојан и Јоана Греческу по којима црква и носи назив. Црква се налази у Улици Децебала уз речну терасу Дунава, у југозападном делу града.

## Историја
Јоан Стојан Греческу је намеравао да изгради цркву под називом Епархија Северинска у центру града, на тргу Раду Црног. Првобитно су власти одбиле да доделе земљиште породици Греческу за изградњу цркве па је 1863. уместо ње почела изградња болнице материјалом претходно намењеним за цркву. Болница се данас налалази поред цркве и такође је позната под називом Греческу. Почетак иградње болнице није довео до одустајања Греческуа да изгради цркву. 1867. године се састао лично са краљем Каролом Првим у вези изградње цркве коју је краљ одобрио и убрзо ангажовао архитекту Ендерлеа. Црква је завршена 1875. године, а годину дана касније је освештана. Ктитори цркве су умрли 1873. године не дочекавши да виде завршену цркву, па су стога њихови наследници бринули о трошковима за цркву.
Црква је у облику крста и грађена је по плану архитекте Ендерла по узору на манастир Куртеа де Арђеш. Осликао ју је 1872. Георгије Татареску у неокласичном стилу. Године 1884. црква је постала градска саборна црква.
Кров цркве је првобитно био од бакарног лима, али су га Немци скинул 1917. године. Садашњи је из 1920. године.